# Peyziwat
Peyziwat (âm Hán Việt: Già Sư huyện, chữ Hán giản thể: 伽师县) là một huyện thuộc địa khu Kashgar, Tân Cương, Cộng hòa Nhân dân Trung Hoa. Huyện này có diện tích 6528 ki-lô-mét vuông, dân số năm 2002 là 320.000 người. Mã số bưu chính là 844300. Chính quyền huyện đóng ở trấn Ba Nhân. Về mặt hành chính, huyện này được chia thành 2 trấn, 11 hương.
- Trấn: Ba-nhân, Tây-khắc-nhĩ-khố-lặc.
- Hương: Thiết-nhật-mộc, Anh-mãi-lý, Giang-ba-tư, Ngọa-lý-thác-cách-lạp-khắc, Khắc-tư-lặc-bác-y, Mễ-hạ, Phổ-thổ-lặc, Hòa-hạ-a-ngõa-đề, Khắc-tư-lặc-tô, Cổ-lặc-lỗ-khắc, Ngọc-đại-khắc-lực-khắc.